# Lignières-Sonneville
Lignières-Sonneville is een plaats en voormalige gemeente in het Franse departement Charente in de regio Nouvelle-Aquitaine en telt 609 inwoners (2004). De gemeente maakte deel uit van het arrondissement Cognac.

## Geschiedenis
De gemeente ontstond in 1845 door de samenvoeging van de plaatsen Lignières en Sonneville.
Op 1 januari 2022 fuseerde de gemeente met Ambleville tot de commune nouvelle Lignières-Ambleville, waarvan Lignières-Sonneville de hoofdplaats werd.

## Geografie
De oppervlakte van Lignières-Sonneville bedraagt 16,3 km², de bevolkingsdichtheid is 37,4 inwoners per km².
De onderstaande kaart toont de ligging van Lignières-Sonneville met de belangrijkste infrastructuur en aangrenzende gemeenten.

## Demografie
Onderstaande figuur toont het verloop van het inwonertal.